# Bence Halász
Bence Halász, född 4 augusti 1997, är en ungersk friidrottare som tävlar i släggkastning.

## Karriär
Halász tog brons vid världsmästerskapen i friidrott 2023 och 2019. Vid europamästerskapen i friidrott 2018 tog han brons i kulstötning. Vid europamästerskapen i friidrott 2022 tog han silver i kulstötning. Vid OS 2024 tog han silver i släggkastning.